# Blovstrøds sogn
Blovstrøds sogn (danska: Blovstrød Sogn) är en församling i Hillerøds kontrakt (provsti) i Helsingörs stift i Danmark. Församlingen delas mellan Allerøds kommun och Hørsholms kommun i Region Hovedstaden. Den hörde före kommunreformen 2007 till Allerøds kommun och Hørsholms kommun i Frederiksborg amt, och före kommunreformen 1970 till Lynge-Kronborgs härad i Frederiksborg amt.
Den 1 januari 2012 hade församlingen 3 219 invånare, varav 2 622 (81,45 procent) var medlemmar i Danska folkkyrkan.

## Kyrkobyggnader
- Blovstrøds kyrka